# Зозуля Яків Максимович
Я́ків Макси́мович Зозу́ля (18 березня 1893&nbsp;— 6 лютого 1984) — український військовий і політичний діяч , член Центральної Ради УНР (1917—1918), Головний начальник санітарної управи Армії УНР (5.2.1919 — 4.3.1919), професор.

## Біографія
Народився 18 березня 1893 року в селі Лебедин Чигиринського повіту Київської губернії.
Працював помічником лікаря Київського військового шпиталю (1911 — 1913), фельдшер (1913 — 1917), член Центральної Ради УНР (1917 — 1918), член президії Всеукраїнської ради військових депутатів (з літа 1917), член Київської ради солдатських депутатів (1917) та Крайового комітету охорони революції в Україні (25.10.1917), службовець Міністерства харчових справ Центральної Ради УНР (березень — квітень 1918), торговельний агент «Дніпросоюзу» (1918), Головний начальник санітарної управи Армії УНР (5.2.1919 — 4.3.1919), в. о. віце-директора хлібного департаменту (червень 1919), завідувач статистичного відділу Укрпродкому (1920), завідувач кооперативу «Дніпро» (Львів, 1920-ті), член правничої комісії уряду Карпатської України (1938 — 1939), доцент, професор Українського технічно-господарського інституту (Мюнхен, від 1943), професор Українського технічного інституту (Нью-Йорк, 1954 — 1964).
Закінчив Київську військово-фельдшерську школу (1908 — 1911). Навчався і служив фельдшером у Полтавському кадетському корпусі (1913 — 1917), від якого і обраний до Всеукраїнської ради військових депутатів. Член УПСР (до 14.6.1925). Делегат 2-го Всеукраїнського військового з'їзду (Київ, 1917). Представник Крайового комітету охорони революції в Україні при окружному військово-санітарному інспекторі (26.10.1917 — 27.10.1917), виконуючи обов'язки якого, сформував телефонно-санітарну колону та перев'язочні пункти. Навчався на правничому факультеті Київського університету (1918). Учасник антигетьманського повстання та оборони Києва під час більшовицького заколоту у січні 1918 р. У 1919—1920 роках навчався на правничому факультеті Кам'янець-Подільського державного українського університету (дійсний студент від 3 жовтня 1919 року) . Емігрувавши з урядом УНР, працював фельдшером у м. Варшаві, водночас навчаючись в університеті (1921 — 1922). З серпня 1923 р. — на еміграції в ЧСР, де разом з Ф. Сумневичем, П. Богацьким та Д. Ісаєвичем заснував Українську селянську спілку. Прихильник повернення в УРСР. Закінчив Карловий університет у м. Празі (диплом доктора права). На початку 1930-х років виїхав на Закарпаття, де працював помічником адвоката, потім начальником правничого відділу Окружної каси хворих. Ув'язнений мадярами до концентраційного табору. Під час Другої світової війни мешкав у Чехословаччині (протекторат), працював начальником відділу окружної каси хворих (Прага, 1940 — 1945). У Німеччині перебував у таборах для переміщених осіб (Ді-Пі).
1954 року емігрував до США. В УТІ викладав право і торговельні науки.
Автор наукових праць, цінних спогадів «Облога Києва, відступ української армії на Волинь та організація санітарної служби» (За Державність. — Торонто, 1964. — Збірник 11. — С. 42 — 64). Упорядкував і видав хроніку «Велика українська революція: Календар історичних подій за лютий 1917 — березень 1918 рр.»

## З творчого доробку
- Яків Зозуля. Облога Києва. Відступ Української армії на Волинь та організація санітарної служби. Торонто. 1966 [Архівовано 5 лютого 2018 у Wayback Machine.]
- Яків Зозуля. Календар історичних подій за лютий 1917 року — березень 1918 року. Нью Йорк, 1967 [Архівовано 5 лютого 2018 у Wayback Machine.]